# Infectious Music
Infectious Music es un sello discográfico independiente propiedad de BMG,  cuyas bandas han incluido Alt-J, Ash y The Subways.

## Historia
Fue fundada en 1993 como Infectious Records por el ex baterista de Zerra One, Korda Marshall, después de dejar Bertelsmann (BMG-Ariola, el sello principal original de la compañía BMG), donde era el gerente de A&R de RCA Records y participó en la gestión de Dave Stewart del sello AnXious.  Marshall dejó BMG porque uno de los actos que había co-firmado, Take That, no estaba obteniendo suficiente retorno de la inversión de BMG a principios de la década de 1990 (siendo este el momento antes de que lanzaran (Pray) y Marshall pasó a lanzar Infeccioso el 27 de abril de 1993.     La primera banda que firmó con Infectious fue PWEI, que había seguido a Marshall de RCA Records /BMG (BMG-Ariola), donde habían lanzado varios álbumes como This Is the Day, This Is the Hour, This Is This! y The Pop Will Eat Itself Cure for Sanity.
Pasó a formar parte de la operación Mushroom Records de Michael Gudinski (ahora A&E Records) a mediados de la década de 1990, cuando el empresario australiano quería expandir su compañía discográfica a nivel internacional y decidió comprar la mitad de Infectious. Marshall se convirtió en director general de Mushroom Records (UK) Ltd, y su sello Infectious Records se fusionó con la nueva operación británica. Mientras estuvo en Mushroom Records UK, Marshall fue responsable de contratar a Muse y Paul Oakenfold (con Perfecto Records) para la compañía.
En 1998, quedó bajo el control total de News Corporation, cuando Gudinski vendió el resto de las acciones de la empresa a James Murdoch. Después de que fracasara una compra planificada por parte de la gerencia, se llegó a un acuerdo con Roger Ames en Warner Music (WMG) para comprar Mushroom Records UK, con la compañía del Reino Unido convirtiéndose en A&E Records y el sello australiano en Festival Mushroom Records (ahora también propiedad de Warner Music). Con la venta de las operaciones de Mushroom Records en el Reino Unido a Warner Music Group, el papel de Infectious dentro de las operaciones de A&E disminuyó, y la mayoría de los actos estaban etiquetados bajo las principales marcas de Warner, como Atlantic Records, donde Marshall se había convertido en director general. Aun así, el grupo multinacional volvió a utilizar el sello discográfico para grupos independientes "en desarrollo" recién contratados, como The Subways, que aparecen bajo una marca conjunta City Pavement/Infectious.

### Relanzamiento
Después de dejar WMG, se anunció que Korda Marshall relanzaría Infectious Records en enero de 2009 como Infectious Music Ltd. con el apoyo financiero del empresario de teatro y deportes Michael Watt. Marshall también incorporó a Michael Gudinski de Mushroom Group a la junta directiva de la empresa. Al contratar a los exejecutivos de Infectious Records, Pat Carr de Remote Control Records y Mirelle Davis de Wind Up Bird como consultores para supervisar la gestión general y el marketing internacional respectivamente de la nueva empresa, ha contratado a los equipos de Robert Horsfall y Mike Skeet en Sound Advice para que se encarguen de los aspectos legales de la empresa. y asuntos financieros.
El primer fichaje con el sello recién relanzado fue la banda de Melbourne Temper Trap (también firmó con el nuevo sello australiano de Gudinski, Liberation), siendo alt-J, Drenge y Vance Joy algunos de los actos que posteriormente firmaron con el sello. Infectious Music fue adquirida por BMG Rights Management (la nueva BMG 'indie') en septiembre de 2014, y Marshall pasó a trabajar con otros actos de BMG como los Charlatans, Jack Savoretti y Bryan Ferry. 

## Artistas
- Alt-J
- Ash
- Bloc Party
- DMA's
- Garbage
- Symposium
- My Vitriol
- Seafood
- The Paradise Motel
- The Subways
- General Fiasco
- Local Natives
- Cloud Control
- Drenge
- Ry X
- The Acid
- These New Puritans
- Thom Sonny Green
- The Sherlocks
- Vance Joy
- White Lies
- Charlie Cunningham